# 歴史序説
歴史序説（れきしじょせつ、المقدمة al-muqaddimah）は、イブン・ハルドゥーンによるアラビア語の著書。日本語では世界史序説という表記もある。

## 概要
イブン・ハルドゥーンによる『歴史』の序論と第1部に該当する部分である。『歴史』の書名は、正しくは『省察すべき実例の書、アラブ人、ペルシャ人、ベルベル人および彼らと同時代の偉大な支配者たちの初期と後期の歴史に関する集成』
（كتاب العبر، وديوان المبتدأ والخبر، في أيام العرب والعجم والبربر، ومن عاصرهم من ذوي السلطان الأكبر kitāb al-ʿibar wa-dīwān al-mubtadaʾ wa-al-ḫabar fi ʾayyām al-ʿarab wa-al-ʿajam wa-al-barbar wa-man ʿāsara-hum min ḏawī al-sulṭān al-ʾakbar）となる。これを縮めて『イバルの書』（كتاب العبر kitāb al-ʿibar）とも呼ばれる。
文明とは何か、歴史を学ぶとはどういう事かが、詳細に述べられている。まえがきにおいて、著者は『歴史』の構成を序論と3部に分けると書いている。序論は、歴史学の真価と方法論の評価、そして歴史家たちの誤りを指摘する。第1部（序説）は、文明とそこに現われる本質的性格。第2部は、アラブ人の歴史、およびシリア人、ナバタイ人、ペルシア人、エジプト人、ギリシア人、イスラエル人、トルコ人、ローマ人の歴史。第3部は、ベルベル人およびザナータ族の歴史である。後世、序論と第1部が独立した書物として読まれるようになったのが本書にあたる。

## 内容
歴史について
歴史は、外面的には報告以上のものではない。しかし内面的には、歴史は思索であり、真理の探求であり、詳細な説明であり、深い知識である。したがって歴史は哲学に根ざしており、哲学の一分派に属する
歴史家について
歴史家は現在の状態と過去の状態との類似点を比較し、類似の原因と相違の原因を知らねばならない。諸王朝や宗団の起源、動機、支持をした人々の情況や歴史も知らねばならない。さらに、情報を基本的原則と対比して、原則が正しくなければ廃棄しなければならない。また、民族の状態が時代によって変化する事実を見落とさないようにしなければならない。
人間について
人間は、社会的結合と、食物その他を得るための相互扶助がなければ存在しえない。社会的結合を指すものとして、文明や都市がある。
王権
王権は人間にとって必要不可欠である。人間はお互いへの権利侵害や確執といった動物的性質をもっているため、抑制する者が必要であり、その人物が統治者である。
王朝と政府
王朝や政府は、文明に対する形相であり、その質料である文明が崩壊すれば必然的に崩壊する。
アサビーヤ論
王朝の交代を招く主因として、アサビーヤ（集団における連帯意識）を挙げる。「田舎や砂漠」（بدو badw）の集団は質実剛健で団結力が強く、「都市」（حضر ḥaḍar）の住人を服属させて王朝を建てる。だが代替わりが重なると、建国の祖たちが持っていた質素で武勇を尊ぶ気風が失われ、奢侈や富裕生活への耽溺により王族同士の団結力が弱まり、かつて服属させた都市の住人のようになる。そうして支配力が低下するうちに、田舎や砂漠から来た別の集団につけ込まれ、実権を奪われたり王朝が滅ぼされてしまう。その集団によって新たな王朝が誕生するが同じ道をたどり、また次の連帯意識を持った集団に取って代わられると言う。農民と遊牧民の違い、その文明の発達、都市化という流れを押さえている。
王朝の諸段階
王朝には5つの段階があるとする。第1段階は王朝を奪い取る勝利の段階。第2段階は臣民に対する支配権を獲得する段階。第3段階は休息と平穏の段階で、財産の獲得、都市の建設などを行なう。第4段階は満足と平和の段階で、支配者は先代の伝統を踏襲する。第5段階は浪費と散財の段階で、回復せずに王朝は滅びる。また、良き支配者とは、人民に対して親切で人民を守る者だとした。
圧政
圧政は文明の崩壊をもたらす。人民の財産を侵害すれば沈滞する。最大の圧政は、労働の不当なる賦課で人民を強制労働に使用し、彼らから労働の代価である貨幣収入を剥奪することである。また、これ以上に破滅的なのは強制的な専売である。
徴税
王朝初期の徴税は質実であり、宗教法により規定されている救貧税、地租、人頭税などが課せられるのみである。これは人民に満足感をもたらし労働が活発に行なわれ、結局は税収が増える。王朝が長く続くと奢侈にふけるための出費が増えて商税などが重くなり、公正の限界を超えると人民の労働意欲は失われる。
労働
労働が富の源泉であると論じる。労働の価値は、その労働量、等級、需要度によって定まる。これはアダム・スミスに連なる労働価値説の先駆とも言える。生計を営む方法には、権力によって奪取する方法（賦課、徴税）、狩猟、農業、技術、商業があり、自然な方法は農業、技術、商業だとする。また都市では労働が細分化して発達し、生活必需品以外も含むあらゆる物品が生産されて経済力が向上することを評価している。

### 各章の内容
第1章 人類の文明について その一般論と諸前提
アリストテレスの『政治学』から引いた「人間は社会的存在である」という前提からはじめ、地理、気候、食料、人口などを論じる。気候が人間に及ぼす影響や、霊感や奇蹟についても書かれている。
第2章 田舎や砂漠の文明 野蛮民族・諸部族およびこれらが示すさまざまな状態 その内部に横たわる定理と説明について
田舎と都市の相違点、砂漠の文明における連帯意識などについて述べる。田舎や砂漠の生活は都市のそれに先行し、そこに住む人々は都会よりも善良で勇敢だとする。
第3章 王朝、王権、カリフ位、政府官職およびこれらに伴うあらゆる事項、その基本的提議と補足的提議
王朝の性質と諸段階、王朝内での連帯意識、良き支配者の条件、カリフ位、行政組織などについて述べる。
第4章 市、村、町、およびこれらに類するあらゆる都会文明の形態、そこに生じる諸事情、ならびにその発展について
都市は王朝の副産物であるという前提のもとに、都市の誕生と崩壊、建築、都市の価格や貧困を論じる。
第5章 生計とその手段としての所得や技術およびこれらに伴うあらゆる事項、その内部に横たわる諸問題について
第6章 学問の種類、教育の方法、それらに関するあらゆる事項、ならびに序言と附言

## 評価・影響
オスマン帝国によるトルコ語訳があり、19世紀にはヨーロッパでも翻訳が進み、完訳ではフランス語訳が最初となる。他に英語訳、ポルトガル語訳、ペルシャ語訳、ヘブライ語などの完訳が存在する。

## 書誌情報
日本語訳
- 森本公誠訳 『歴史序説』、岩波文庫（一）～（四）、2001年
元版は、全三巻、岩波書店「イスラーム古典叢書」、1979年、1980年、1987年